# شهرستان وایندات (اوهایو)
شهرستان وایندات، اوهایو (به انگلیسی: Wyandot County, Ohio) یک سکونتگاه مسکونی در ایالات متحده آمریکا است که در اوهایو واقع شده‌است.